# Consejo de Transparencia y Participación de la Comunidad de Madrid
El Consejo de Transparencia y Participación de la Comunidad de Madrid es un organismo público español creado en tras la aprobación de la Ley de Transparencia y Participación de la comunidad madrileña, a propuesta por el PSOE, el 21 de marzo de 2019, en la Asamblea de Madrid. Tiene como propósito velar por el cumplimiento de la ley y resolver cualquier reclamación o denuncia de incumplimiento de la misma.

## Historia
El 10 de abril de 2019 se aprobó la ley de Transparencia y Participación de la Comunidad de Madrid (ley 10/2019). Esta ley, que entró en vigor el 1 de enero de 2020, reglamenta la creación del Consejo de Transparencia y Participación de la Comunidad de Madrid como un órgano con autonomía e independencia orgánica, adscrito a la Asamblea de Madrid, “para el fomento, análisis, control y protección de la transparencia pública y la participación en el ámbito de la Comunidad de Madrid”.
El Consejo está compuesto por tres consejeros nombrados por el presidente de la Asamblea, a propuesta del Pleno de la Cámara por mayoría de tres quintas partes. Los consejeros serán elegidos por un período de seis años no renovable, entre personas de reconocido prestigio con diez años de experiencia profesional acreditada en actividades relacionadas con el sector público, la transparencia y el acceso a la información pública.
El 3 de febrero de 2020, la Mesa de la Asamblea acordó aprobar la distribución proporcional de los consejeros entre los grupos parlamentarios de la siguiente manera: 1 candidato para el Grupo Parlamentario Socialista, 1 candidato para el Grupo Parlamentario Popular y 1 candidato para el Grupo Parlamentario Ciudadanos. Los grupos parlamentarios tuvieron plazo hasta el 7 de febrero de 2020 para enviar la propuesta de los candidatos a consejero.
Los consejeros y el presidente del consejo serán elegidos en el orden establecido por la Asamblea de Madrid en el momento de la votación. El nombramiento del presidente y los consejeros será publicado en el Boletín Oficial de la Asamblea y en el Boletín Oficial de la Comunidad.
La Asamblea de Madrid aprobó el 22 de octubre de 2020 la designación como consejeros del Consejo de Transparencia y Participación de la Comunidad de Madrid de Antonio Rovira, a propuesta del PSOE; Rafael Rubio, a propuesta del Partido Popular, y Ricardo Buenache, a propuesta de Ciudadanos.
En la actualidad, el órgano se compone de los tres Consejeros que conforman el Pleno y tres asesores que les dan apoyo, siendo estos José Daniel Amoedo Barreiro, Ana Ibarz Moret y Montserrat García-Ripoll Catalán.

## Funciones
El Consejo de Transparencia y Participación de la Comunidad de Madrid ejerce las siguientes funciones:
a) Resolución de las reclamaciones que se interpongan contra los actos expresos o presuntos resolutorios de las solicitudes de acceso a la información de los sujetos relacionados en el ámbito de aplicación de la ley 10/2019.
b) Control del cumplimiento de la obligación de publicar la información que se relaciona en el Título II (publicidad activa) por los sujetos relacionados en el ámbito de aplicación de la ley.
c) Formulación de instrucciones y recomendaciones de cumplimiento e interpretación uniformes de las obligaciones, relativas a la transparencia y participación.
d) Asesoramiento en materia de transparencia y participación.
e) Evaluación del grado de aplicación y cumplimiento de la ley 10/2019.
f) Emisión de dictámenes cuando sea requerido por los sujetos comprendidos en el ámbito de aplicación de la ley sobre cuestiones referidas a la aplicación de la misma.
g) Resolución de las reclamaciones en materia de publicidad activa.
h) Resolución e investigación de las reclamaciones o denuncias establecidas en el Título IV (registro de transparencia y código ético), cuando no den lugar a un expediente sancionador.
i) Incoación e instrucción de los expedientes sancionadores conforme a lo previsto en el Título VI (Infracciones y sanciones en materia de transparencia y participación).
Asimismo, el Consejo de Transparencia y Participación elaborará anualmente un Informe sobre el grado de aplicación y cumplimiento de la Ley de Transparencia y Participación de la Comunidad de Madrid, en el que deberá incluir:
a) Las denegaciones de solicitudes de acceso a la información acordadas por los sujetos incluidos en el ámbito de aplicación de esta Ley y los motivos en que se han fundado.
b) Las reclamaciones presentadas contra las denegaciones de solicitudes de acceso a la información.
c) Los incumplimientos del deber de publicidad de la información relacionada en el Título II (publicidad activa) y los requerimientos formulados para su subsanación.
d) Los procedimientos disciplinarios y sancionadores incoados e instruidos por la comisión de las infracciones prevista en esta Ley.
e) Las recomendaciones emitidas relativas al cumplimiento e interpretación de la Ley del derecho de acceso a la información pública, de publicidad de la información y de participación.
f) La actividad de asesoramiento realizada en materia de transparencia y participación.
g) La evaluación del grado de aplicación y cumplimiento de esta Ley.
h) Los demás datos, hechos o consideraciones que estime pertinentes el Consejo, y específicamente, la designación de los órganos y autoridades que no han dado cumplimiento a las obligaciones establecidas en la Ley.

## Actividad
Desde 2015, el Consejo de Transparencia y Buen Gobierno, a través de un convenio con la Comunidad de Madrid, es quien cumple con la primera función: resolución de las reclamaciones que se interpongan contra los actos expresos o presuntos resolutorios de las solicitudes de acceso a la información de los sujetos relacionados en el ámbito de aplicación de la ley 10/2019.
Durante los últimos cinco años, el Consejo de Transparencia y Buen Gobierno ha recibido un total de 1.106 reclamaciones a la Comunidad de Madrid.
| Año           | 2015 | 2016 | 2017 | 2018 | 2019 | 2020 | Total acumulado |
| ------------- | ---- | ---- | ---- | ---- | ---- | ---- | --------------- |
| Reclamaciones | 21   | 56   | 228  | 242  | 409  | 150  | 1.106           |